# 萨里塞尔凯

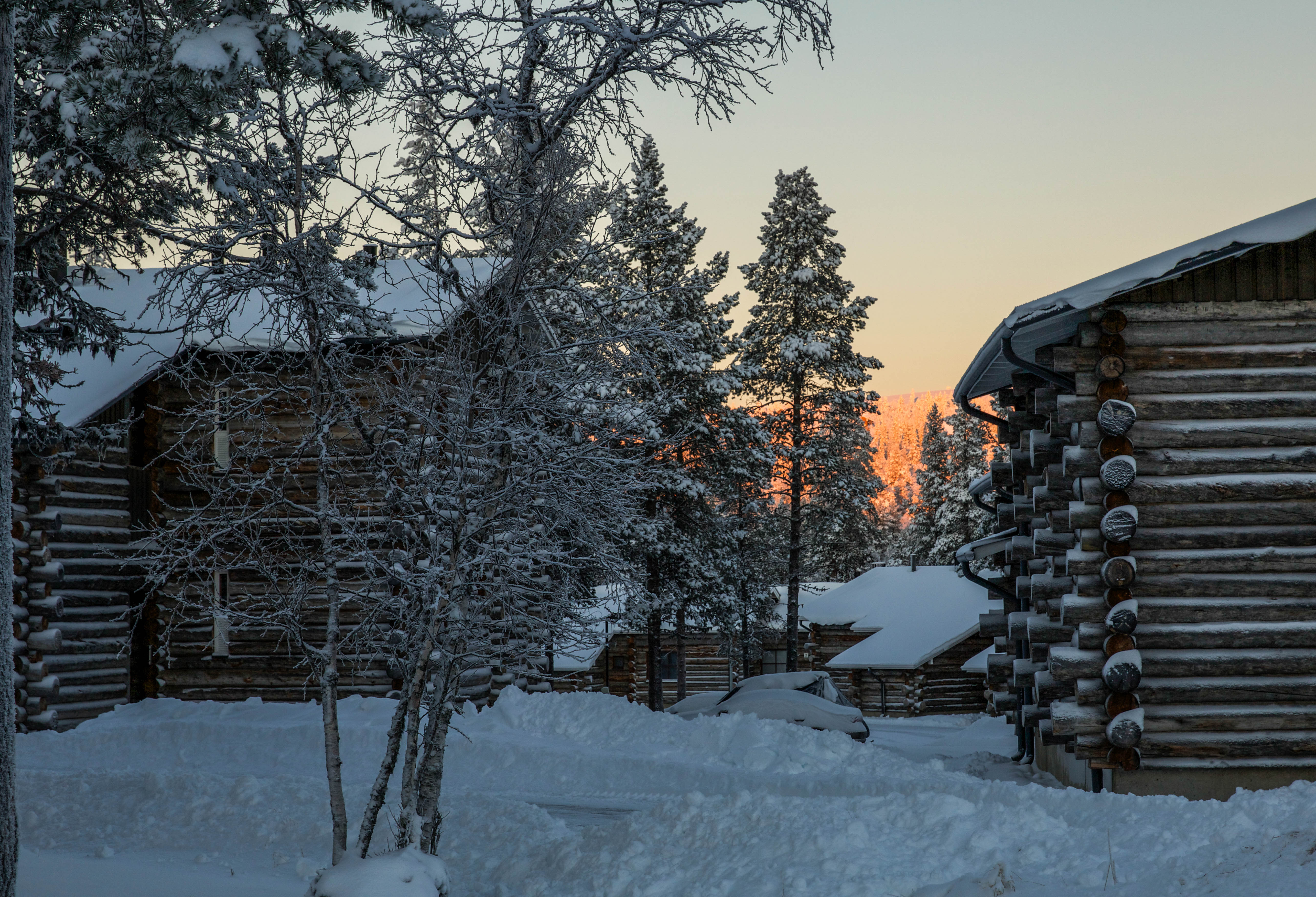
萨里塞尔凯冬天时的景观

萨里塞尔凯（芬蘭語：Saariselkä）是一片丘陵和荒野地带，位于芬兰北部伊纳里、萨武科斯基和索丹屈莱三市镇内，部分区域属于乌尔霍·吉科宁国家公园。
该地带最高的丘陵顶峰海拔为718米。这些丘陵主要是由麻粒岩组成，形成于20亿年前。丘陵及河谷是在大约五千万年前岩石运动而形成的。最后一次的大冰期在9500年前从该地区撤退了。
萨里塞尔凯中的荒野地带是非常受欢迎的徒步行走的地方，这里相对来说容易穿行，有原生地貌以及相对密集的提供补给和住宿的木屋。